# Gliricidia sepium
Gliricidia sepium là một loài thực vật có hoa trong họ Đậu. Loài này được (Jacq.) Walp. miêu tả khoa học đầu tiên.

## Hình ảnh

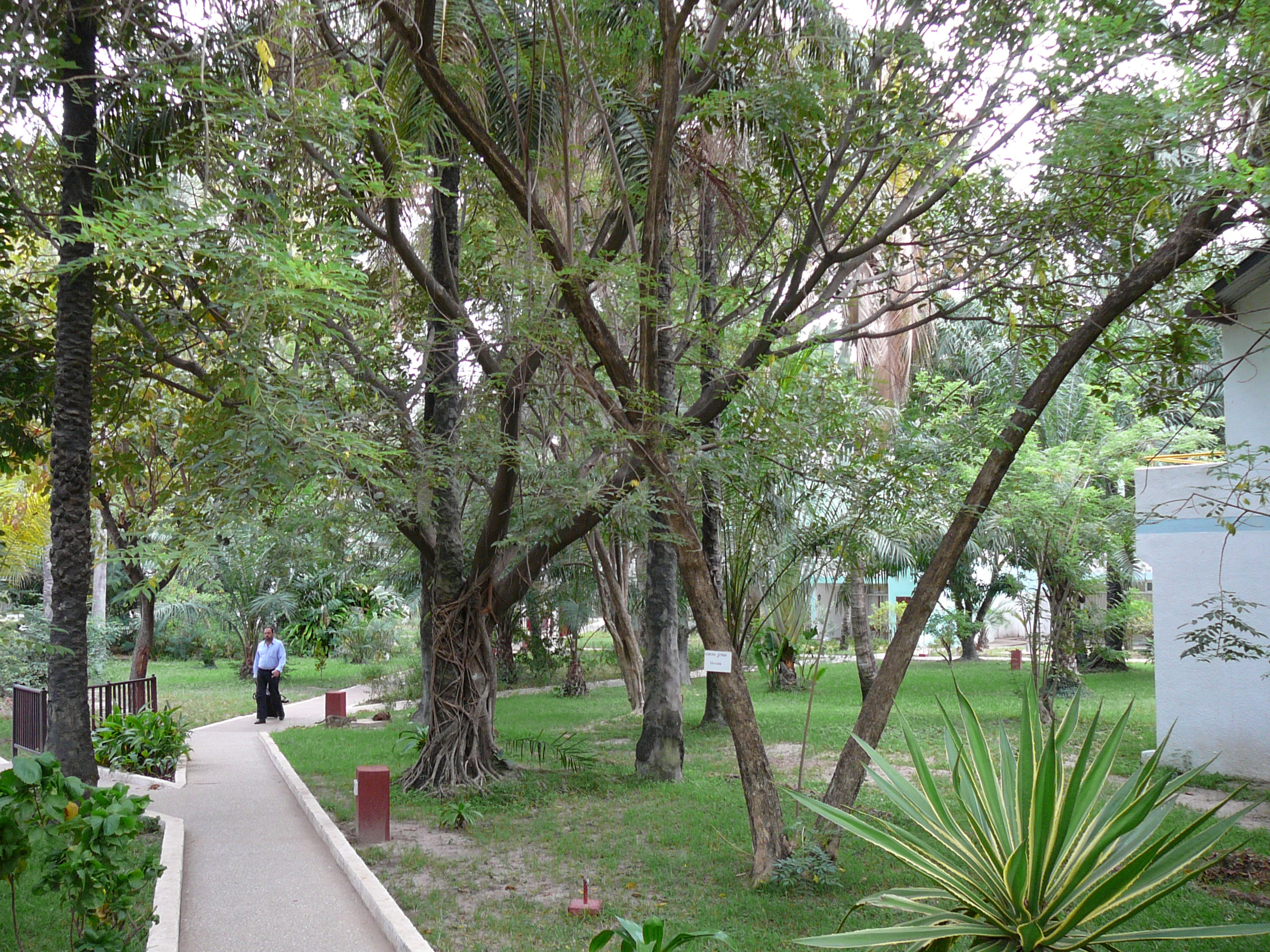
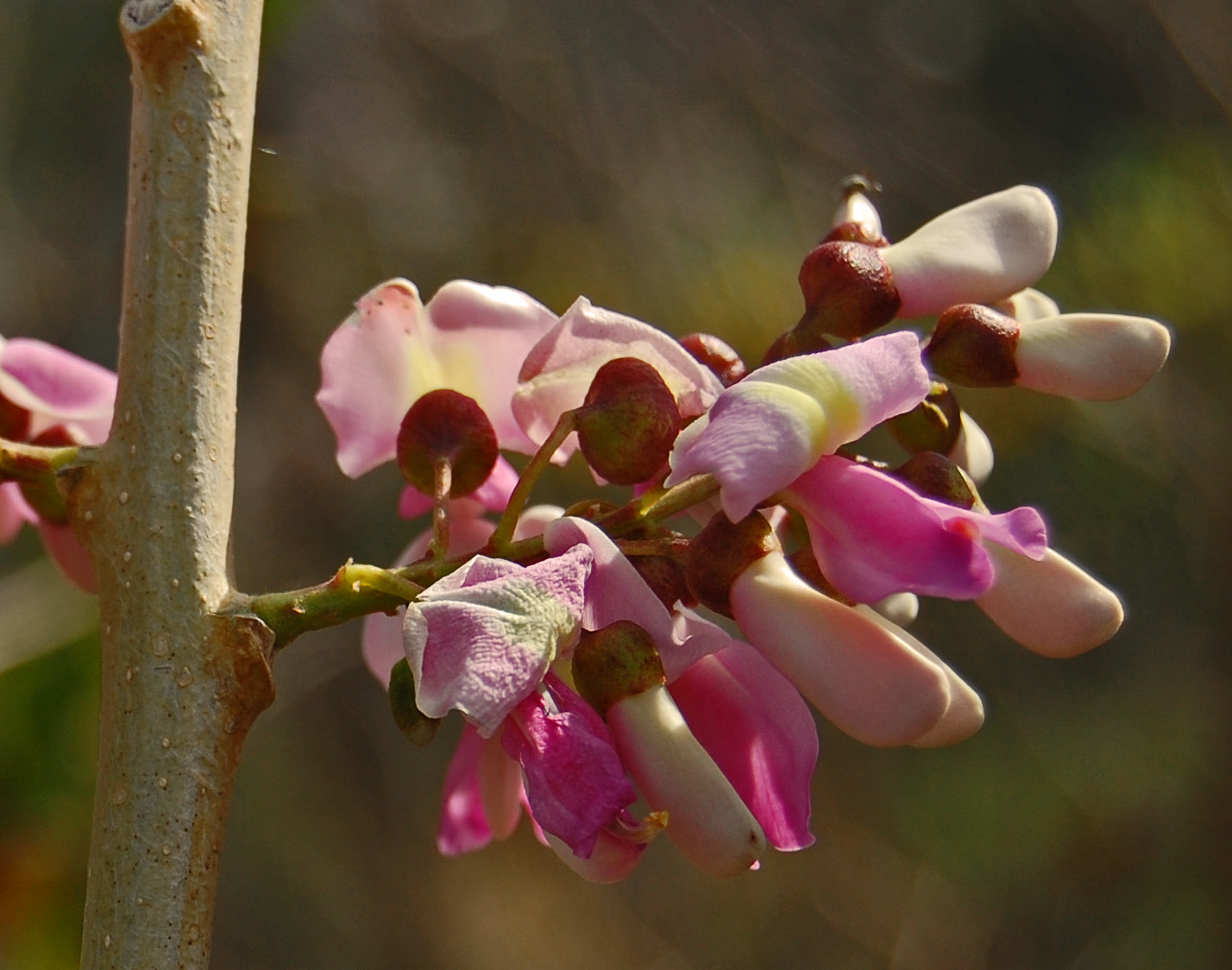
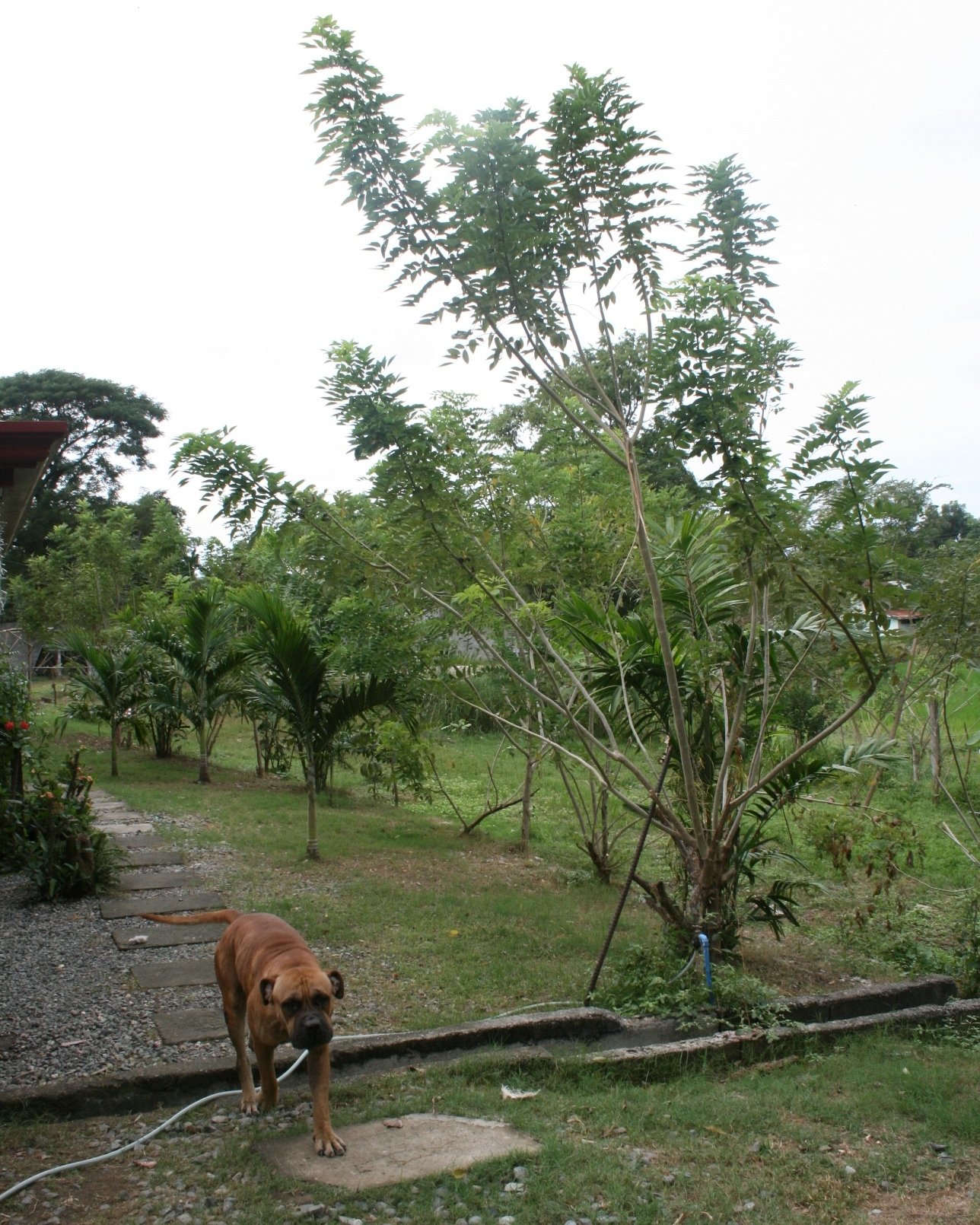
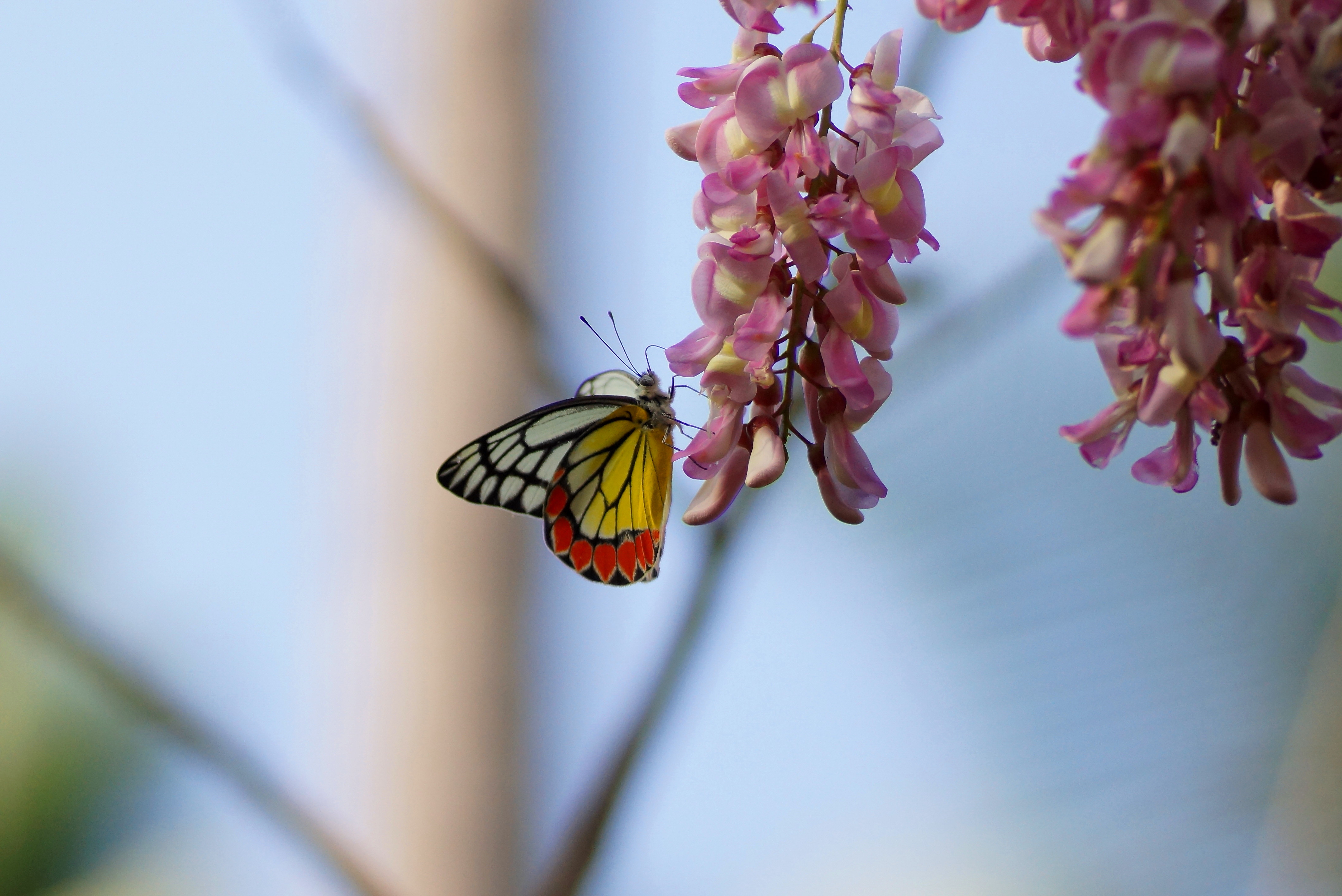